# Сетунь (местность)
Се́тунь — местность на западе Москвы, на берегах реки Сетуни, по которой и названа, в районе пересечения Можайского шоссе и Рябиновой улицы.

## История
Местность исторически соседствовала на юго-западе с Троекуровом, на юго-востоке с Аминьевом, на востоке с Давыдковом и Волынским, на северо-востоке и севере с Кунцевом.
В XVII веке известна деревня Манухино, которая после постройки церкви Спаса стала называться село Спасское на Сетуни или Спасское-Манухино. Севернее этой деревни находились села Малая и Большая Сетунь (район нынешней улицы Толбухина).
В XIX веке сёла становятся дачной местностью. А в конце XIX — начале XX веков были построены Спас-Сетуньская фабрика ковровых изделий, ряд ткацких фабрик, фабрика Товарищества Реддавей (позже Кунцевская дерматино-клеёночная фабрика имени Ногина). В результате сёла фактически превратились в рабочие посёлки и в 1925 году вошли в состав города Кунцево. А с 1960 года местность вместе с городом Кунцево вошла в состав Москвы.
Название сохранилось в наименовании платформы Сетунь Белорусского направления железной дороги и деревни Малая Сетунь недалеко от МКАД. Названия 1—4-го Сетуньских проездов связаны с рекой, а не с местностью.